# Marina Tchetchneva
Marina Pavlovna Tchetchneva (en russe : Марина Павловна Чечнева) est née le 15 août 1922 et décédée le 12 janvier 1984, est une pilote de guerre, aviatrice soviétique pendant la Seconde Guerre mondiale.

## Biographie
Marina Tchetchneva naît le 15 août 1922 à Protassovo, près de Maloarkhanguelsk, dans l'oblast d'Orel. En 1939, elle eut son diplôme de fin d'études secondaires et elle fait partie de l'aéroclub de Moscou, où elle travaille comme instructrice.
Elle s'engage dans l'Armée rouge en février 1942 et passa son brevet de pilote militaire. Elle est envoyée sur le front dès mai 1942. Elle fait partie du 588e régiment de bombardement de nuit rattaché au Groupe d'Aviation no 122.
Elle effectue 810 sorties. Elle est déclarée Héroïne de l'Union soviétique le 15 mai 1946 (médaille no 8955).
Elle meurt à Moscou le 12 janvier 1982 à l’âge de 61 ans, et est inhumée à Moscou, au cimetière de Kountsevo.

## Décorations
- Ordre de Lénine[1]
- Ordre du Drapeau rouge (2 citations)[1]
- Ordre de la Guerre patriotique 1re et 2e classe[1]
- Ordre de l'Étoile rouge (3 citations)[1]
- Ordre de l'Insigne d'honneur